# Gaylussacia fasciculata
Gaylussacia fasciculata är en ljungväxtart som beskrevs av Gardn. Gaylussacia fasciculata ingår i släktet Gaylussacia och familjen ljungväxter. Inga underarter finns listade i Catalogue of Life.